# Вильгельм I де Эно
Вильгельм (Гильом) Добрый (фр. Guillaume le Bon, нем. Wilhelm der Gute, нидерл. Willem de Goede; ок. 1286 — 7 июня 1337, Валансьен) — граф Остревана с 1302 года, граф Эно (Геннегау) (под именем Вильгельм/Гильом I), Голландии и Зеландии (под именем Виллем III), сеньор Фрисландии с 1304 года, третий сын графа Эно, Голландии и Зеландии Жана II д’Авен и Филиппы Люксембургской.

## Биография
При жизни отца Вильгельм первоначально получил в управление Голландию. Кроме того, активно участвовал в борьбе отца, графа Жана, за графство Зеландия против Дампьеров, графов Фландрии, давно споривших с графами Голландии за обладание Зеландией. Кроме того, с Дампьерами у Авенов была длительная вражда из-за наследства графини Фландрии и Эно Маргариты Константинопольской. Во время восстания в Зеландии, которое было спровоцировано фламандцами, именно Вильгельм разбил шедшую на помощь восставшим фламандскую армию.
После гибели в 1302 году старшего брата Жана (Яна) Вильгельм получил графство Остреван и стал наследником отца.
10—11 августа 1304 года Вильгельм участвовал в битве при Зирикзе, в которой франко-голландский флот под командованием генуэзского генерала Ренье Гримальди разбил Ги де Намюра, сына графа Фландрии Ги де Дампьера, захватив того в плен.
22 августа умер граф Жан, отец Вильгельма, который унаследовал его владения — графства Эно, Голландия и Зеландия, а также Фрисландию. Он унаследовал союз с королём Франции Филиппом IV Красивым. В марте 1305 году умер в заключении старый граф Фландрии Ги де Дампьер, наследник которого, Роберт III Бетюнский был вынужден заключить с Францией унизительный Атисский мир, но он смог продолжить борьбу против Авенов.
Война между Вильгельмом и Робертом Бетюнским шла с переменным успехом. В 1310 году Вильгельм был вынужден прекратить военные действия и признать за графом Фландрии сюзеренитет над Зеландией. Однако борьба продолжалась до смерти в 1322 году Роберта Бетюнского. Его наследником стал внук, Людовик I Неверский, воспитывавшийся при французском дворе. Он резко изменил отношения к Авенам. И в итоге 6 марта 1323 года был заключён Парижский договор, по которому граф Фландрии отказывались от всяких претензий на островную Зеландию, а Вильгельм — от претензий на имперскую Фландрию. Континентальная Зеландия же осталась за Фландрией. Этот договор прекратил многолетнюю войну между Дампьерами и Авенами.
Позже Вильгельм поддерживал добрососедские отношения с графом Фландрии, помогая ему. В 1327—1328 годах Вильгельм помог Людовику Неверскому подавить восстание фламандцев, разбив их 31 августа 1328 года в битве при Касселе. А в 1334 году помог добиться заключения мира между Людовиком и герцогом Брабанта.
Ещё одним приобретением Вильгельма стало епископство Утрехт, которое ему удалось полностью подчинить своему влиянию.
Также Вильгельму пришлось бороться и против герцогов Брабанта, однако в конце концов Вильгельм заключил мир с герцогом Жаном III. Мир был скреплён браком Вильгельма, сына Вильгельма Доброго, с Жанной Брабантской, дочерью герцога Жана III, а также помолвкой между Изабеллой, дочерью Вильгельма Доброго, и Жаном, одним из сыновей герцога Жана III.
Немало внимания Вильгельм Добрый уделял и внутренней политике в своих владениях. Ему удалось прекратить злоупотребления духовенства и дворян в вопросе о налогах. В спорах между дворянством и городами Вильгельм отстаивал позиции городов. 21 марта 1322 года Вильгельм даровал жителям города Женли те же привилегии, что имели жители Монса. Также Вильгельм финансировал возведение дамб, осушая прибрежные воды для увеличивая площади суши.
Будучи одним из самых могущественных имперских князей, Вильгельм был видной фигурой в европейской политике того времени. В 1325—1326 годах при его дворе нашли приют Изабелла Французская, жена короля Англии Эдуарда II, её любовник Роджер Мортимер, граф Марч, и сын Эдуарда и Изабеллы герцог Гиеньский Эдуард. Роджер и Изабелла восстали против Эдуарда II. Вильгельм договорился о браке своей дочери Филиппы и Эдуарда Гиенского, часть приданого которой пошло на финансирование экспедиции в Англию, которую помог организовать Вильгельм. Рыцарей из владений Вильгельма возглавил его брат Жан, сеньор де Бомон. В результате Эдуард II был свергнут с престола, а на его место был возведён его сын под именем Эдуард III.
Связи Вильгельма с Францией стали более тесными после того, как в 1328 году на французский престол взошёл Филипп VI Валуа, брат Жанны, жены Вильгельма. В результате между Вильгельмом и Филиппом был заключён договор.
Также Вильгельм смог наладить контакт с правителями Священной Римской империи. Он поддержал Людовика IV Баварского, за которого выдал замуж свою дочь Маргариту, в борьбе за императорский престол. Вильгельм безуспешно пытался примирить папу Иоанна XXII, который поддерживал соперника Людовика.
В начале Столетней войны в 1337 году Вильгельм встал на сторону своего зятя Эдуарда III Английского, возглавив коалицию имперских князей, поддержавшую короля Англии. В неё также вошли герцоги Брабанта, Гелдерна, граф Юлиха и архиепископ Кёльна. 24 марта король Эдуард обещал ежегодно оплачивать Вильгельму содержание 1000 солдат для охраны границы Голландии.
Вильгельм умер 7 марта 1337 года в Валансьене. Ему наследовал второй сын Вильгельм II.

## Брак и дети
Жена: с 19 мая 1305 года Жанна де Валуа (ок. 1294 — 7 марта 1342), дочь графа Валуа Карла I от первого брака с Маргаритой Анжу-Сицилийской. Дети:
- Маргарита (24 июня 1310 — 23 июня 1356), графиня Эно (Маргарита II), Голландии и Зеландии (Маргарита I) 1345—1354; муж: с 15 августа 1323 года (контракт), 25/26 февраля 1324 Людвиг IV Баварский (1 апреля 1282 — 11 октября 1347), герцог Верхней Баварии 1294 года, король Германии (римский король) с 20 октября 1314, император Священной Римской империи с 17 января 1328, герцог Нижней Баварии с 1340
- Иоанна (1311/1313 — 1374); 1-й муж: с 25/26 февраля 1324 Вильгельм I (ок. 1299 — 26 февраля 1362), граф Юлиха (Вильгельм V (VI)) 1328—1336, маркграф Юлиха 1336—1357, герцог Юлиха (Вильгельм I) с 1356; 2-й муж: Бодуэн III де Тьенн
- Иоанн (1311/1316 — 1316)
- Филиппа (24 июня 1314 — 15 августа 1369); муж: с 28 октября 1327 (по доверенности), 24 января 1328 Эдуард III (13 ноября 1312 — 21 июня 1377), король Англии с 1327
- Вильгельм II (1317 — 26 сентября 1345), граф Эно (Вильгельм II), Голландии и Зелландии с 1337
- Агнес (ум. после 24 декабря 1327)
- Изабелла (ок. 1323 — 3 июня 1361); муж: 18 октября 1354 (папское разрешение) Роберт Намюрский (ок. 1325 — 1/29 апреля 1391), сеньор де Бофор-сюр-Мёз и Рено
- Людовик (август 1325—1328)

Кроме того Вильгельм имел несколько незаконнорождённых сыновей от нескольких любовниц.
От Труде Баудейнсдоттер ван де Пауле:
- Ян ван де Паул (ум. 1392)

От неизвестных любовниц:
- Ян Алеман (ум. 1389)
- Клас ван де Гейне (ум. после 1347)
- Ян ван Долре
- Виллем (ум. после 1339)
- Ян Зюрмонд (ум. после 1385)
- Алейда (ум. после 1332), монахиня